# Graham Vines
Graham Vines (* 9. Oktober 1930 in London) ist ein ehemaliger britischer Radrennfahrer und nationaler Meister im Radsport.

## Sportliche Laufbahn
Bei den Olympischen Sommerspielen 1952 in Helsinki wurde er im olympischen Straßenrennen beim Sieg von André Noyelle als 31. klassiert. Die britische Mannschaft kam in der Mannschaftswertung mit Graham Vines, Desmond Robinson, Brian Robinson und Les Ingman auf den 11. Platz.
1951 wurde er Dritter im Rennen Manx International, dem damals bedeutendsten Eintagesrennen für Amateure in Großbritannien. Ebenso wurde er Dritter der Meisterschaft der N.C.U. im Straßenrennen hinter dem Sieger Peter Proctor. Ein Jahr später gewann er die Meisterschaft der Amateure. 1955 wurde er erneut Titelträger vor Bob Maitland, nun bei den Profis. 1954 bis 1959 startete er als Unabhängiger und als Berufsfahrer. 1956 wurde in der Tour of the Peak Zweiter.